# Tehnološka nezaposlenost
Tehnološka nezaposlenost je gubitak radnih mesta izazvan tehnološkim promenama. To je ključna vrsta strukturne nezaposlenosti. Tehnološke promene obično uključuju uvođenje „mehaničko-mišićnih“ mašina koje štede rad, ili efikasnijih procesa „mehaničkog uma“ (automatizacija), a uloga ljudi u ovim procesima je svedena na minimum. Kao što su konji postepeno postali zastareli u transportu usled uvođenja automobila i u radu uvođenjem traktora, ljudski poslovi su takođe bili pogođeni tokom moderne istorije. Istorijski primeri uključuju zanatske tkalje koje su dovedene do siromaštva nakon uvođenja mehanizovanih razboja. Tokom Drugog svetskog rata, bomba mašina Alana Tjuringa kompresovala je i dekodirala šifrovane podatke vredne hiljade čovek-godina za nekoliko sati. Savremeni primer tehnološke nezaposlenosti je zamena maloprodajnih blagajnika samouslužnim blagajnama i radnjama bez blagajne.
Opšte je prihvaćeno da tehnološke promene mogu da izazovu kratkoročni gubitak radnih mesta. Stav da to može dovesti do trajnog povećanja nezaposlenosti dugo je bio kontroverzan. Učesnici debata o tehnološkoj nezaposlenosti mogu se široko podeliti na optimiste i pesimiste. Optimisti se slažu da inovacije mogu kratkoročno poremetiti radna mesta, ali smatraju da različiti efekti nadoknade obezbeđuju da nikada ne bude dugoročnog negativnog uticaja na radna mesta, dok pesimisti tvrde da, barem u nekim okolnostima, nove tehnologije mogu dovesti do trajnog pada ukupnog broja zaposlenih radnika. Frazu „tehnološka nezaposlenost“ popularisao je Džon Mejnard Kejns tokom 1930-ih, koji je rekao da je to „samo privremena faza neprilagođenosti“. Pitanje mašina koje zamenjuju ljudski rad raspravlja se barem od Aristotelovog vremena.

## Literatura
- Forbes, John Douglas (1932), Some evidences of technological unemployment in ancient Athens and Rome, Stanford University Press, OCLC 654841233
- Habakkuk, H.J. (1967), American and British Technology in the Nineteenth Century: The Search for Labour Saving Inventions, Cambridge University Press, ISBN 978-0521094474
- Schumpeter, Joseph (1987), History of Economic Analysis (new edititon), Routledge, ISBN 978-0415108881
- Forbes, Robert (1993), Studies in Ancient Technology Vol 2, Brill, ISBN 978-9004006225
- Noble, David F. (1984), Forces of Production: A Social History of Industrial Automation, New York, New York, US: Knopf, ISBN 978-0-394-51262-4, LCCN 83048867.
- Noble, David F. (1993), Progress Without People: In Defence of Luddism, Chicago, Illinois, US: Charles H. Kerr, ISBN 978-0-88286-218-7. Republished in 1995 as Progress Without People: New Technology, Unemployment, and the Message of Resistance, Toronto, Ontario, Canada: Between the Lines Press,  978-1-896357-01-0
- Rifkin, Jeremy (1995), The End of Work: The Decline of the Global Labor Force and the Dawn of the Post-Market Era, New York, New York, US: Tarcher–G.P. Putnam's Sons, ISBN 978-0-87477-779-6
- Woirol, Gregory R. (1996), The Technological Unemployment and Structural Unemployment Debates, Praeger, ISBN 978-0313298929
- Blaug, Mark (1997), Economic Theory in Retrospects, Cambridge University Press, ISBN 978-0521577014
- Brain, Marshall (2003), Robotic Nation, Raleigh, North Carolina, US: Marshall Brain. (e-book available free online.)
- Ayres, Robert (2014). Turning Point: End of the Growth Paradigm. Routledge. ISBN 978-1-134-17978-7.
- Ford, Martin (2015), Rise of the Robots: Technology and the Threat of a Jobless Future, Basic Books, ISBN 978-0-465-04067-4
- John Maynard Keynes, (1930). The Economic Possibilities of our Grandchildren.
- E McGaughey, 'Will Robots Automate Your Job Away? Full Employment, Basic Income, and Economic Democracy' (2018) ssrn.com, part 2(2)
- Ramtin, Ramin (1991), Capitalism and Automation: Revolution in Technology and Capitalist Breakdown, London, UK and Concord, Massachusetts, US: Pluto Press, ISBN 978-0-7453-0370-3
- Ross, Alec (2016), The Industries of the Future, USA: Simon & Schuster.
- Scott, Ellis L.; Bolz, Roger W.; University of Georgia; Reliance Electric Company (1969), „Automation and Society”, Nature, 179 (4570): 1094, Bibcode:1957Natur.179.1094C, S2CID 4246367, doi:10.1038/1791094a0
- „In the Age of AI”. FRONTLINE. Сезона 38. Епизода 6. 5. 11. 2019. PBS. WGBH. Приступљено 4. 6. 2023.